# Seasick Steve
Seasick Steve, właśc. Steven Gene Wold (ur. 19 marca 1951 w Oakland) – amerykański muzyk bluesowy, wokalista i gitarzysta.

## Życiorys
Gdy miał cztery lata jego rodzice rozwiedli się. W wieku pięciu lat próbował bez powodzenia nauczyć się grać na pianinie swego ojca, za to gdy miał osiem lat nauczył się grać na gitarze, od K. C. Douglasa - bluesmana, który ówcześnie pracował w warsztacie samochodowym jego dziadka. W wieku 13 lat, uciekając od brutalnego ojczyma, porzucił dom i wybrał życie włóczęgi i robotnika sezonowego na amerykańskim Południu.
W latach 60. nawiązał kontakt z branżą muzyczną. Był muzykiem sesyjnym, inżynierem dźwięku, producentem. Współpracował m.in. z Janis Joplin i Joni Mitchell, a w latach 80. w Seattle zaprzyjaźnił się z Kurtem Cobainem i innymi muzykami nurtu indie. Wyprodukował kilka płyt zespołu Modest Mouse. 
Mieszkał także w Paryżu, gdzie grał w metrze, i w Norwegii. Właśnie podczas pobytu w Norwegii Steve poważnie zachorował - przeszedł rozległy zawał, dzięki czemu żona namówiła go na rejestrację utworów na płycie. Płyta Cheap, nagrana z norweskimi muzykami, ukazała się w 2004. Sławę przyniosła mu druga, wydana dwa lata później Dog House Music, a zwłaszcza występ na żywo w programie telewizyjnym Jools Holland's 'Annual Hootenanny' w telewizji BBC. Od tej chwili zaczął występować na licznych festiwalach muzycznych, szczególnie w Wielkiej Brytanii. 
W 2007 otrzymał MOJO Award w kategorii "Najlepszy przełomowy występ". W 2009 został nominowany do nagrody Brit Award w kategorii "Zagraniczny artysta solowy". 
W 2009 BBC wyemitowała film dokumentalny Seasick Steve: Bringing It All Back Home.

## Życie prywatne
Z pierwszego małżeństwa ma dwóch synów. W 1982 ożenił się po raz drugi, z Elisabeth, z którą ma trzech synów. Seasick Steve jest typem włóczykija, jak sam mówi, tylko z drugą żoną zmieniał adres zamieszkania 59 razy. Obecnie mieszka w Norwegii i Wielkiej Brytanii.
Seasick Steve słynie z kolekcjonowania niezwykłych gitar. Zbiera zniszczone instrumenty, które sam naprawia. W kolekcji jest ich kilkadziesiąt, w tym trzystrunowa Trance Wonder (zdewastowany Fender Coronado), czy jednostrunowa Diddley Bow, na której gra techniką "slide" przy pomocy śrubokrętu.

## Dyskografia
- Cheap(inne języki) (2004)
- Dog House Music(inne języki) (2006)
- I Started Out With Nothin and I Still Got Most of it Left(inne języki) (2008)[8]
- Man From Another Time(inne języki) (2009)
- Songs for Elizabeth (minialbum, 2010)[9]
- You Can't Teach an Old Dog New Tricks(inne języki) (2011)
- Hubcap Music(inne języki) (2013)
- Sonic Soul Surfer(inne języki) (2015)[10]
- Keepin' The Horse Between Me and The Ground(inne języki) (2016)[11]
- Can U Cook?(inne języki) (2018)[12]
- Love and Peace (2020)[13]
- Blues in Mono (2020)[14]
- Only on Vinyl (2022)[15]